# Pelochrista subtiliana
Pelochrista subtiliana es una especie de polilla perteneciente al género Pelochrista, categorizada en la tribu Eucosmini, de la subfamilia Olethreutinae.

## Distribución
Se distribuye por Italia.

## Taxonomía
Fue descrita por Jackh en 1960 y publicada por primera vez en Boll. Zool. agr. Bachic. (2) 3: 127.